# Stadion Jagodina
Het Stadion Jagodina (Servisch: Градски стадион у Јагодини / Gradski stadion u Jagodini) is een multifunctioneel stadion in Jagodina, een stad in Servië. Het stadion maakt deel uit van een groter sportcomplex Đurđevo brdo.
Het stadion wordt vooral gebruikt voor voetbalwedstrijden, de voetbalclub FK Jagodina maakte gebruik van dit stadion. In het stadion is plaats voor 10.000 toeschouwers. Het stadion werd geopend in 1958 en is daarna nog een aantal keer gerenoveerd. Bij de renovatie in 2009 kreeg het stadion een nieuw dak en werden er nieuwe zitplekken neergezet.